# ادریسی (سرده)
گل ادریسی (نام علمی: Hydrangea) از گیاهان گل‌دار است. این گیاه بومی مناطق جنوب و شرق قاره آسیا (به ویژه چین، مناطق هیمالایا، ژاپن، کره و اندونزی) و قاره آمریکا است. بین ۷۰ تا ۷۵ گونه گل ادریسی وجود دارد که بیشتر به صورت بوته یا درختچه‌هایی هستند به طول ۱ تا ۳ متر اما بعضی گونه‌های آن به صورت درختان کوچک و بعضی دیگر، به ویژه در سرزمین‌های حاره، بالا رونده‌های درخت دوستی هستند که تا بلندی ۳۰ متر از درختان بالا می‌روند.
گل بیشتر گونه‌ها سفید رنگ است اما به رنگ‌های آبی، سرخ، صورتی و بنفش هم یافت می‌شوند. رنگ آن بستگی به میزان قلیایی بودن خاک و درصد وجود یون‌های فلزهای گوناگون در آن دارد.

## زمان کاشت
گل ادریسی بیشتر در پاییز کشت می‌شود. البته این گیاه کشت بهاره نیز دارد. هرگز سعی نکنید این گیاه را در دمای بالا و به خصوص در فصل تابستان بکارید. در هنگام کاشت ادریسی باید در اوایل صبح یا اواخر بعد از طهر که هوا مناسب و خنک است کاشته شود.

## روش کشت
برای کاشت، بذرها را در یک لیوان شیشه‌ای ریخته و در آن را با سرپوش پلاستیکی یا کیسه ببندید، پس از یک هفته، بذرها را به گلدان پر شده از خاک مناسب انتقال دهید و آن را آبیاری کنید. بهتر است خاک گلدان را از بارورکننده‌های غنی از پتاسیم پر کنید. خاک اسیدی و وجود یون آهن باعث تولید گل نزدیک به رنگ‌های آبی و خاک قلیایی و وجود یون آلومینیم، باعث تولید گل به سوی رنگ‌های صورتی است.

## روش نگهداری
گیاه برای رشد بهتر باید روزانه به مدت سه ساعت در معرض نور مستقیم خورشید قرار گیرد. در هفته حداقل سه بار گلدان‌ها را آبیاری کنید قبل از آبیاری مجدد، دقت کنید خاک گلدان خشک باشد. PH مناسب برای رشد گیاه ۶ است. گل ادریسی از انواع گیاهان یک ساله است و پس از یک سال گل می‌دهد.
برای محافظت در فصل زمستان، روی بوتهٔ گل را بپوشانید. و به محض عبور از خطر سرمازدگی پوشش آن را بردارید.

## استفاده
گل ادریسی بیشتر استفاده تزئینی دارد و خوردن آن مقداری مواد سمّی وارد بدن می‌کند اما برگ یک گونه آن با دقت و به صورت یک نوع چای در ژاپن و کره مصرف می‌شود.

## نگارخانه

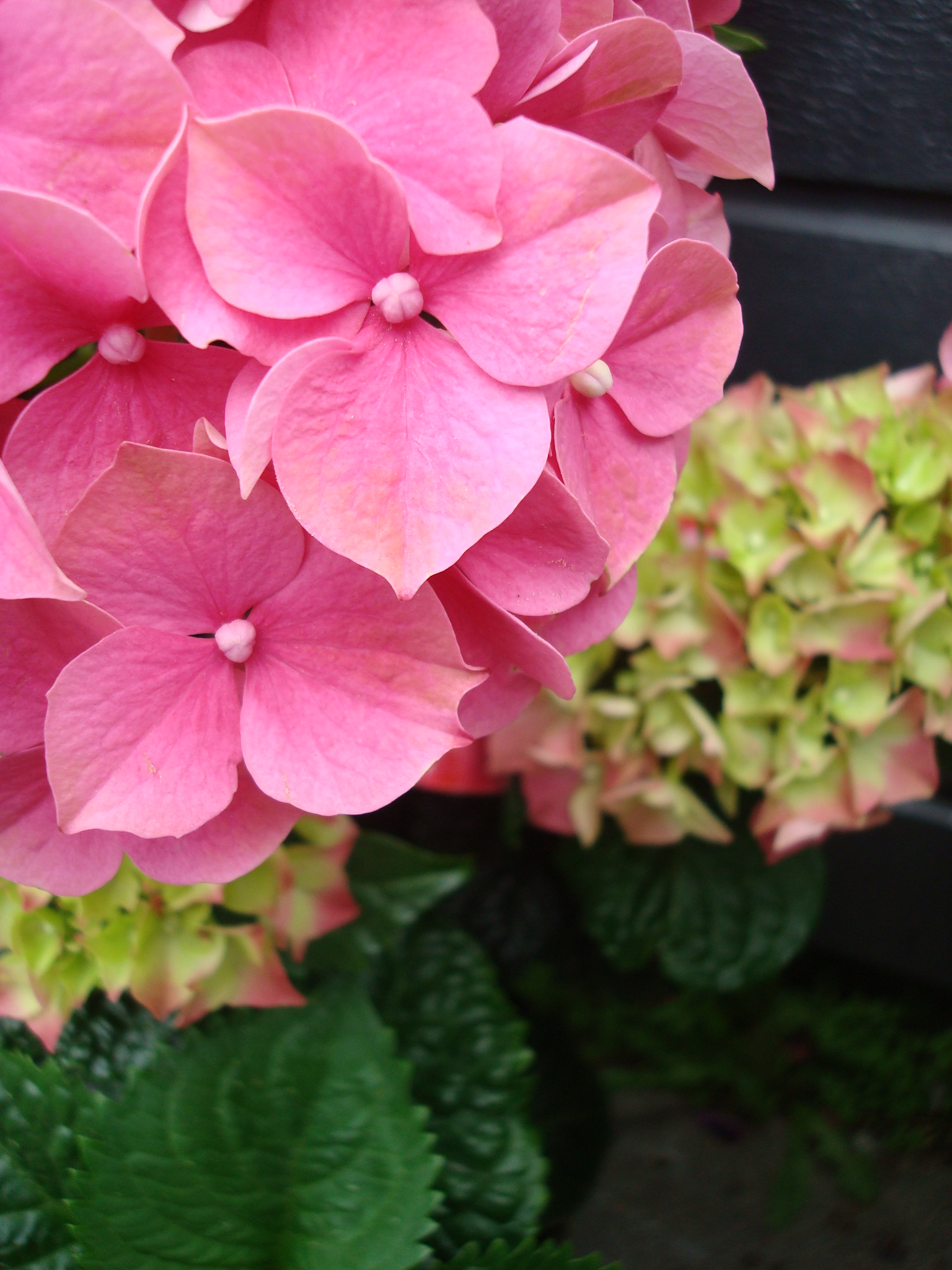
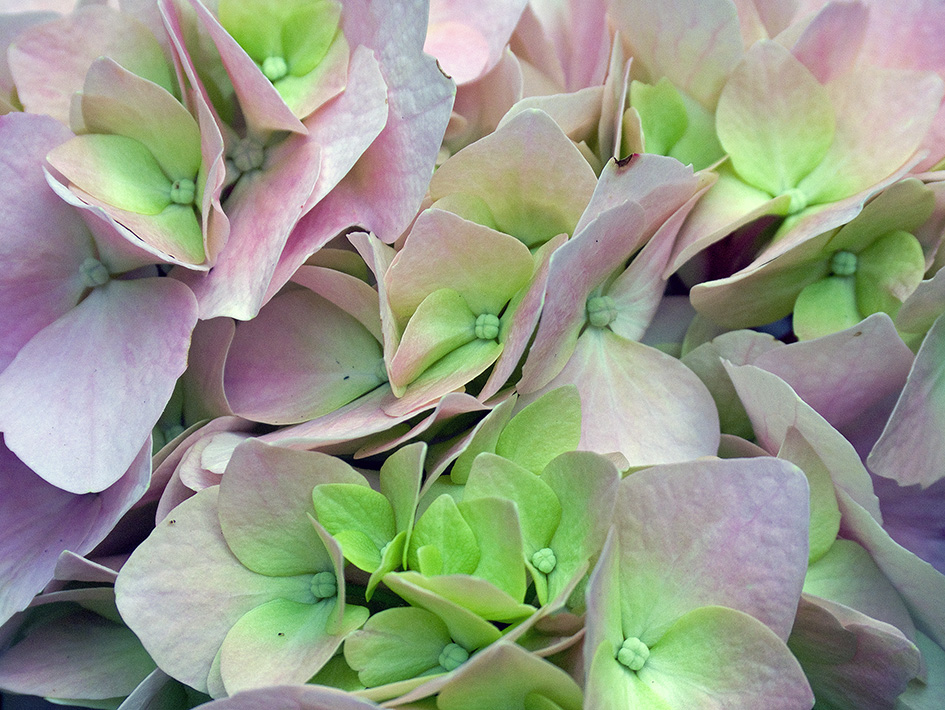
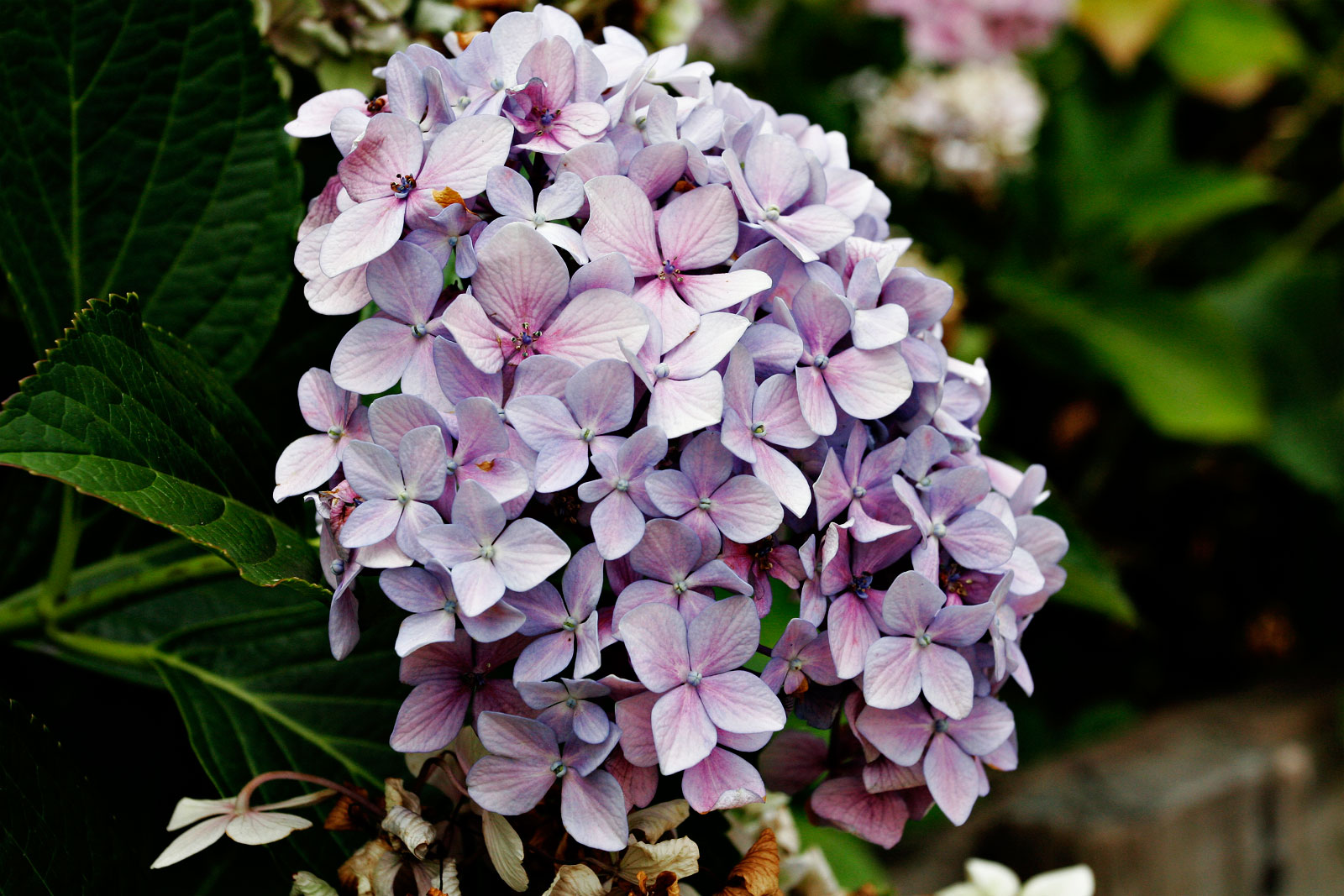
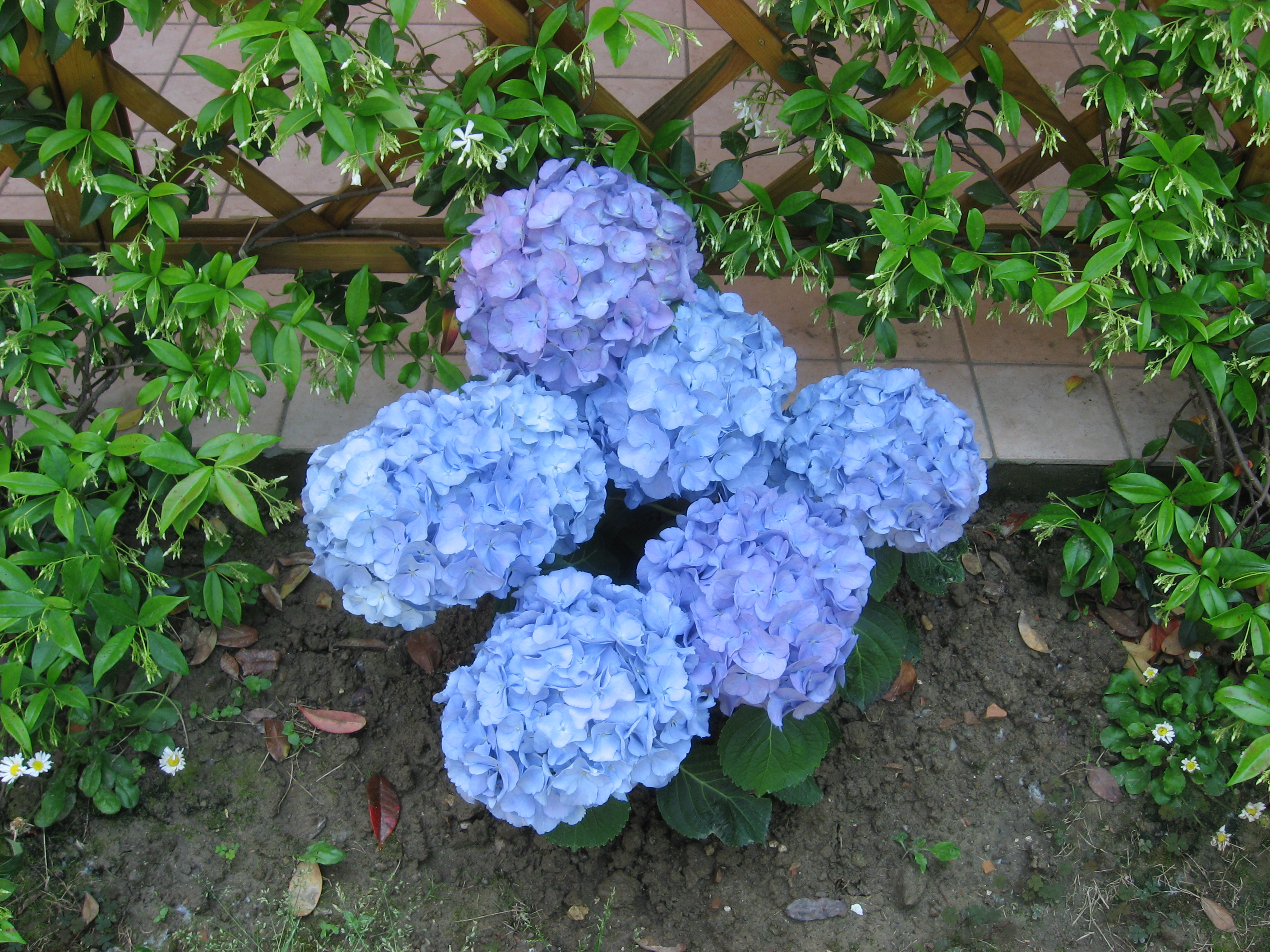
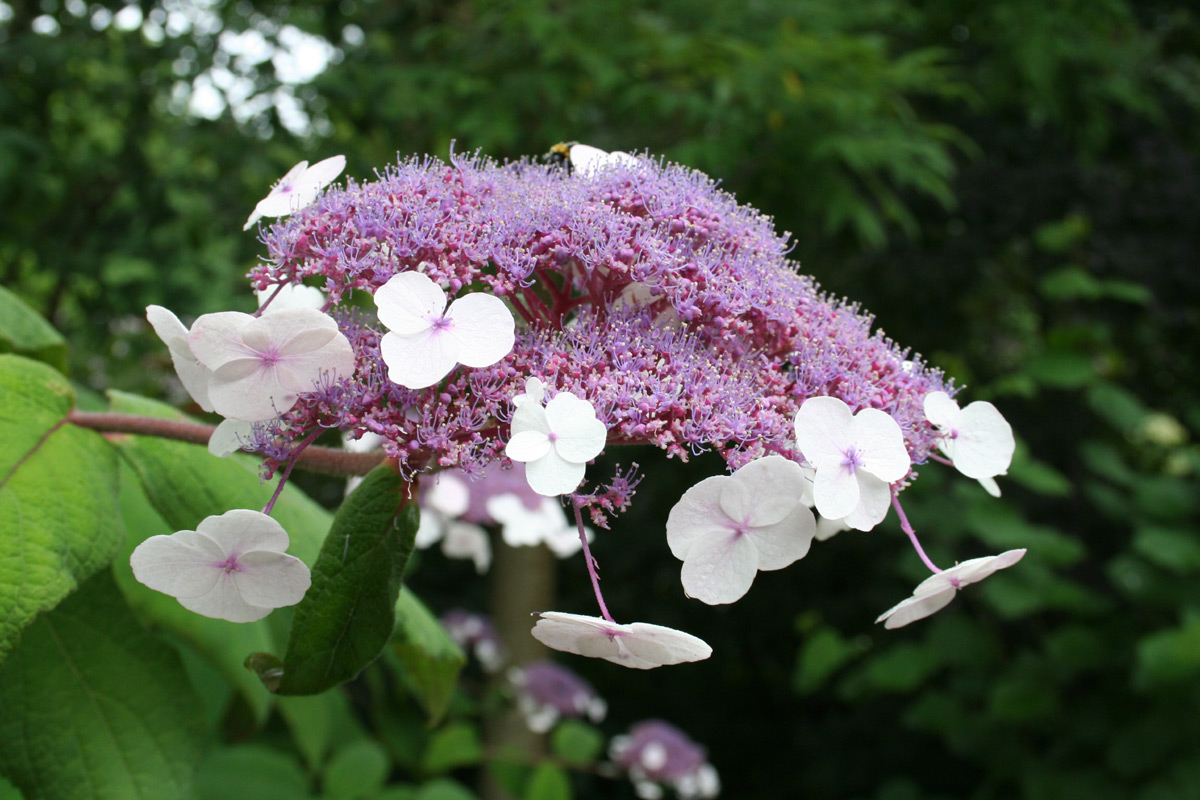
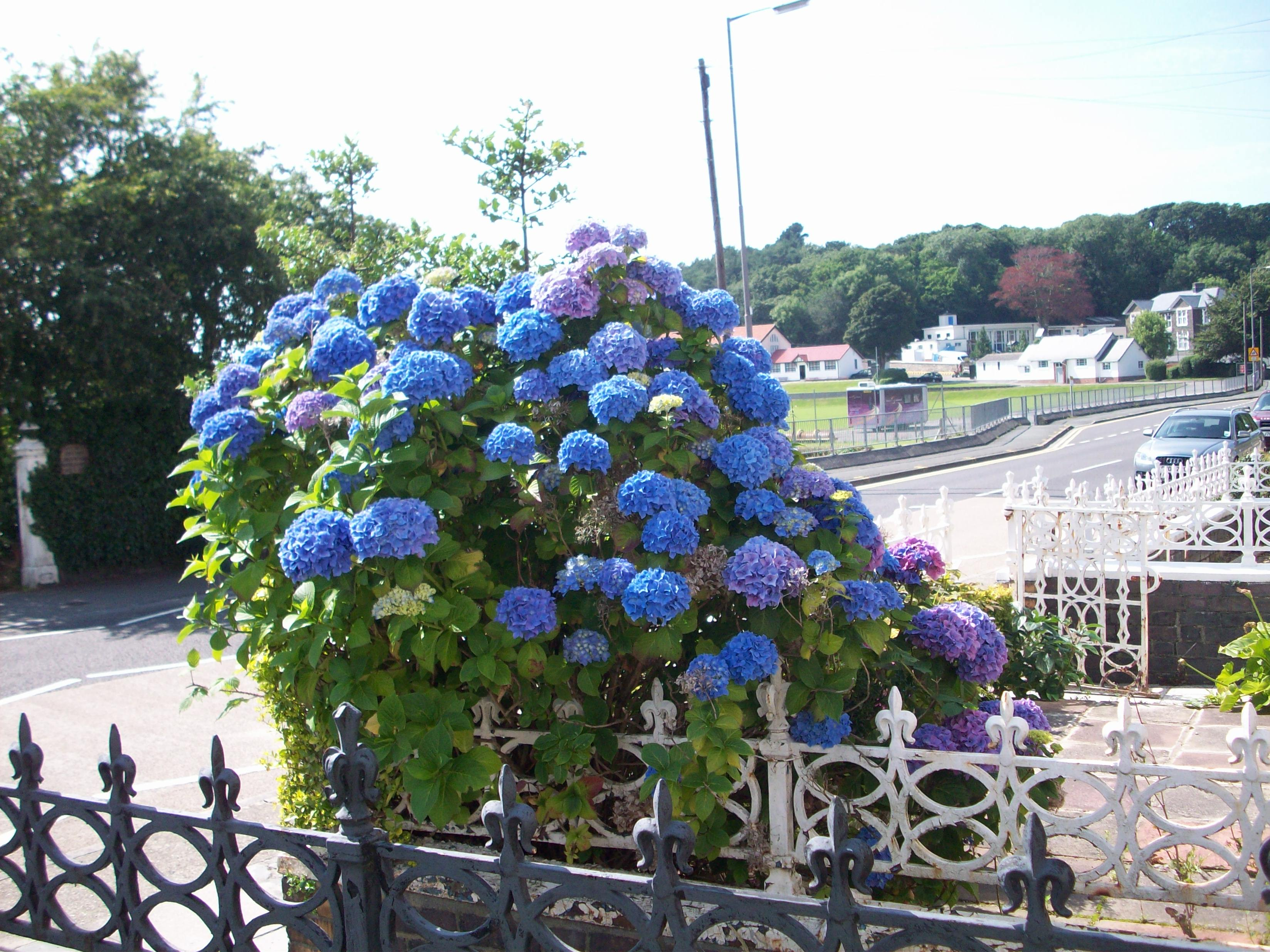
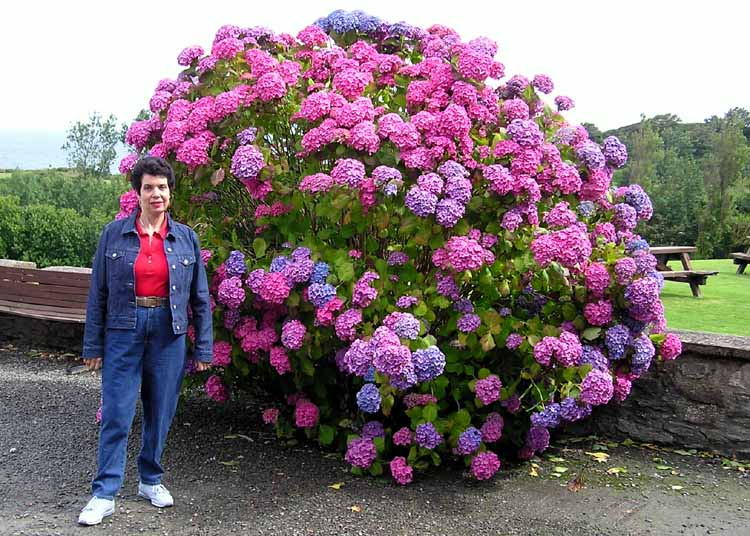
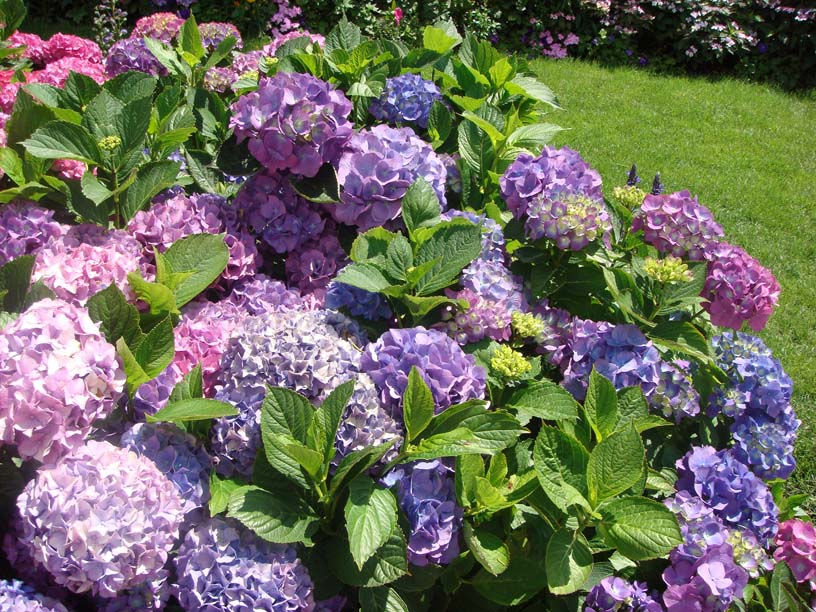
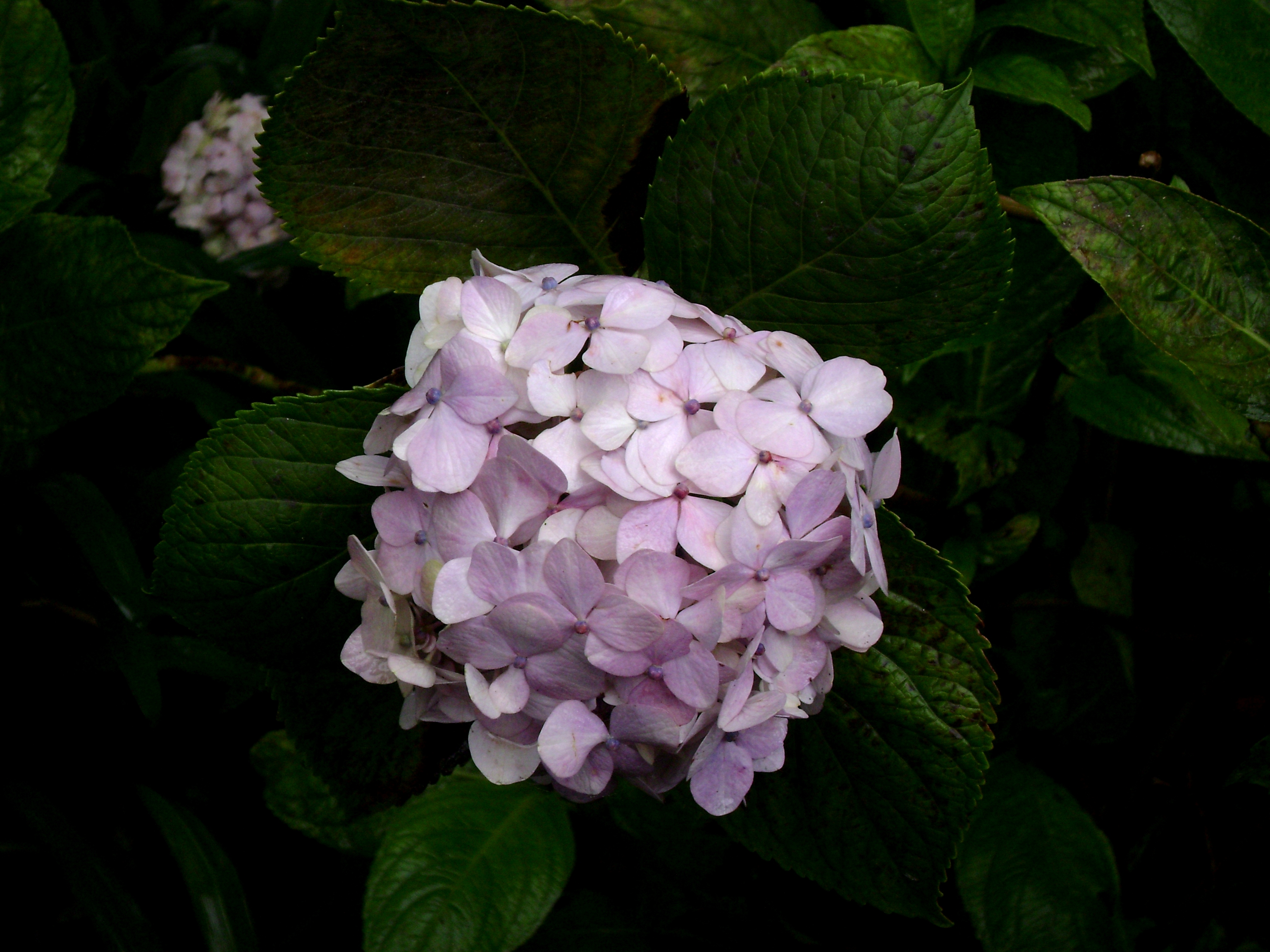
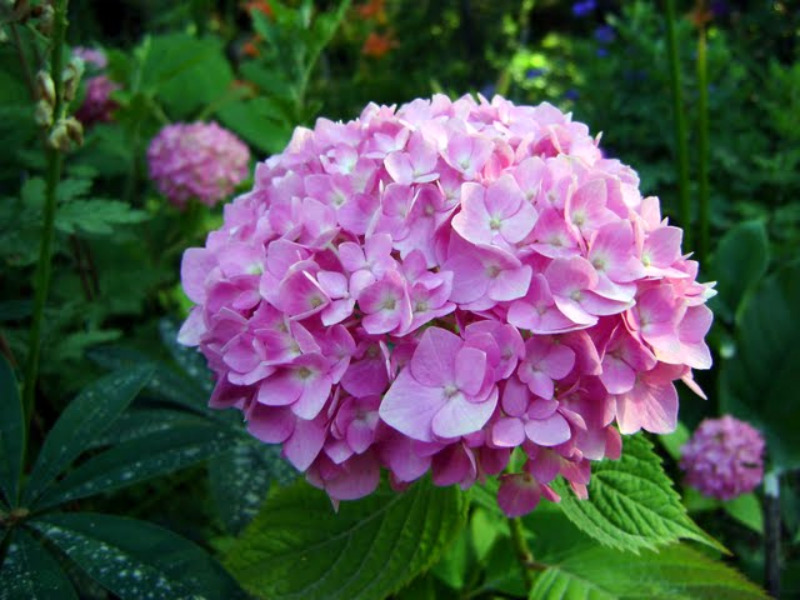